# Sông Red (miền Nam Hoa Kỳ)

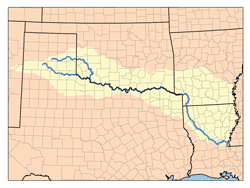
Lưu vực sông Red tại miền Nam Hoa Kỳ

Sông Red (tiếng Anh: Red River) là một con sông ở phía Nam Hoa Kỳ, được tạo thành ở Tây Nam Oklahoma bởi sự hợp lưu của North Fork và Prairie Dog Town Fork. Sông Red chảy về hướng Đông, tạo thành biên giới giữa hai tiểu bang Oklahoma và Texas, sau đó chảy về hướng Nam qua Arkansas và Đông Nam qua Louisiana và đến sông Mississippi. Nó là sông nhánh cực Nam của các nhánh sông lớn của sông Mississippi và đổ nước vào Vịnh Mexico thông qua con sông Atchafalaya ở Louisiana. Sông Red dài 1970 km và có lưu vực, bao gồm cả các sông nhánh của nó, khoảng 236.725 km². Các sông nhánh chính của sông Red là sông Wichita, sông Washita, sông Kiamichi và sông Sulphur. Thành phố lớn nhất bên sông Red là Shreveport, Louisiana.
Sông Red là lưu vực sông lớn thứ nhì ở nam Great Plains.